# Léry, Eure
Léry là một xã thuộc tỉnh Eure trong vùng Normandie miền bắc nước Pháp.